# Puerto Real (Vieques)
Puerto Real es un barrio del municipio de Vieques, Puerto Rico. Según el censo de 2020, tiene una población de 1411 habitantes.

## Geografía
El barrio está ubicado en las coordenadas 18°6′18″N 65°28′34″O / 18.10500, -65.47611. Según la Oficina del Censo de los Estados Unidos, Puerto Real tiene una superficie total de 25.9 km², de la cual 20.5 km² corresponden a tierra firme y 5.4 km² son agua.

## Demografía
Según el censo de 2020, hay 1411 personas residiendo en el barrio. La densidad de población es de 68.8 hab./km². El 21.19% de los habitantes son blancos, el 14.60% son afroamericanos, el 1.13% son amerindios, el 0.14% son asiáticos, el 31.54% son de otras razas y el 31.40% son de una mezcla de razas. Del total de la población, el 89.87% son hispanos o latinos de cualquier raza.